# اتو هاینریش اینوخ بکر
اُتو هاینریش اینوخ بِکِر (آلمانی: Otto Heinrich Enoch Becker؛ ۳ مه ۱۸۲۸ – ۷ فوریه ۱۸۹۰) چشم‌پزشک اهل آلمان بود. وی مدرک دکترای پزشکی خود را در ۱۸۵۹ از دانشگاه وین گرفت از سال ۱۸۶۷ استاد دانشگاه هایدلبرگ شد. او مقالاتی دربارهٔ لکه زرد، کوررنگی، تنگی کانال اشکی و علائم مربوط تغییر در جریان خون در شبکیه نوشته است. نویسنده و قهرمان ملی فیلیپین خوزه ریزال از شاگردان او بود.

## نامگذاری‌ها
- نشانهٔ بکر: ضربان شریان‌های شبکیه در بیماری گریوز[۳]
- آزمون بکر: تستی برای بررسی آستیگماتیسم